# Nagakura Shimpachi

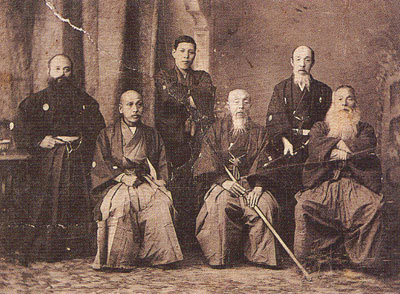
Nagakura Shimpachi ist dritter von rechts

Nagakura Shimpachi (jap. 永倉 新八; * 11. Mai 1839 in Edo; † 5. Januar 1915 in Otaru) war der Kapitän des zweiten Korps der japanischen Polizeieinheit Shinsengumi und kämpfte in Kyōto für die Machterhaltung des Shōgunats.

## Jugend
Nagakura Shimpachi wurde in Edo (Tōkyō) in den besser situierten Familienzweig des Matsumae-Klans als Sohn von Nagakura Kanji hineingeboren. In seiner Kindheit wurde er Eikichi oder Eiji genannt.
Er erhielt schon mit 8 Jahren eine Ausbildung in Kenjutsu und begann in Kanda Sarugaku-chō im Dōjō von Okada Jūsuke Toshisada den Shintō Munen Ryū-Stil, auch Gekikenkan genannt, zu trainieren. Im Alter von 18 Jahren erreichte er mokuroku, den 6. Dan und mit 22 erhielt er den menkyo kaiden Abschluss. Danach verließ er den Dōjō und den Dienst im Matsumae-Klan, um zu reisen und seine Technik zu verbessern.
Er verbrachte anschließend einige Zeit in Yurimoto Shuuzōs Shintō Munen Ryu Dōjō und in dem von Tsubōchi Shume geführten Shingyoto Ryu Dōjō, wo er Shimada Kai begegnete, der später Vize-Kommandeur der 2. Einheit der Shinsengumi wurde. Während dieser Zeit traf er sich gelegentlich mit Kondō Isami in dessen Dōjō Shieikan.

## Shinsengumi
1863 schloss er sich zusammen mit anderen Schülern Kondō an und trat der Samuraigruppe Rōshitai bei, die später zur Shinsengumi wurde. Er wurde später zum Korpsführer der 2. Einheit der Shinsengumi und zum stellvertretenden Vize-Kommandeur (fukuchō jōkin) ernannt. Als solcher war er beim Ikedaya-Vorfall dabei. Nachdem bei Korpsführer Okita Sōji die Tuberkulose-Krankheit ausbrach, übernahm er zeitweise auch die Führung der ersten Abteilung und blieb bis Januar 1868 bei der Shinsengumi. Im Boshin-Krieg, der das Ende der Shinsengumi markiert, verließ Nagakura zusammen mit Harada Sanosuke im Streit mit Kondō die Shinsengumi, um die Seikeitai zu gründen und ebenfalls weiterzukämpfen.

## Späteres Leben und Tod
Er überlebte den Krieg und nahm in der Meiji-Zeit den Namen seiner Frau an, nachdem er von deren Familie adoptiert wurde. Ab diesem Zeitpunkt nannte er sich Sugimura Yoshiei (杉村 義衛). Unter anderem unterrichtete er in einem Gefängnis Kendo.
Nagakura starb 1915 eines natürlichen Todes und wurde 76 Jahre alt. Er stellte die Gedenksteine für Kondō und Hijikata Toshizō in der Nähe des JR-Bahnhofs Itabashi Tōkyō auf und verbrachte seinen Lebensabend in Otaru. Grabstätten Nagakuras sind ein Tempel (寿徳寺) im Kita-ku von Tōkyō und ein Friedhof (里塚霊園) im Kiyota-ku von Sapporo und weitere.
Als einziger der Shinsengumi hielt er die Geschichte der Gruppe fest. Allerdings hatte er seine Erlebnisse einem Reporter lange Zeit nach den eigentlichen Ereignissen berichtet, und so wird angenommen, dass der Bericht nicht ganz wahrheitsgetreu ist. Er erschien später unter dem Titel Jitsureki-dan und Shinsengumi Temmatsu Ki in Buchform.